# Nacktschwanzbeutelratten
Die Nacktschwanzbeutelratten (Metachirus) sind eine Beutelsäugergattung aus der Familie der Beutelratten (Didelphidae). Sie werden auch Braune Vieraugenbeutelratten genannt, sind mit den Vieraugenbeutelratten der Gattung Philander aber nicht nahe verwandt.

## Beschreibung
Diese Tiere zählen zu den größeren Beutelratten, sie erreichen eine Kopfrumpflänge von 24,5 bis 28 Zentimetern und ein Gewicht von 284 bis 480 Gramm. Ihr kurzes, dichtes Fell ist an der Oberseite rötlichbraun, gelblichbraun oder graubraun gefärbt, die Unterseite ist hellgrau. Ihr Gesicht ist fast schwarz, über jedem Auge haben sie einen grauen Fleck, dem sie den Namen Vieraugenbeutelratten verdanken. Der Schwanz, der länger als der Körper ist (33 bis 37 cm), ist bis auf die Wurzel unbehaart. Die Weibchen haben keinen Beutel und die Nacktschwanzbeutelratten sind die größte Beutelrattengattung, bei der das der Fall ist.

## Verbreitung und Lebensraum

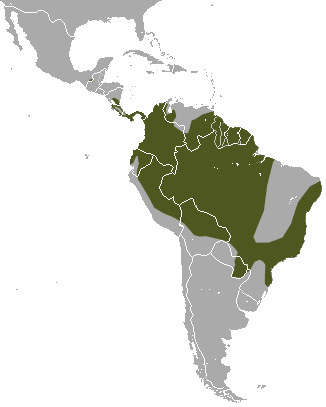
Verbreitungsgebiet der Nacktschwanzbeutelratten

Nacktschwanzbeutelratten sind in Mittel- und Südamerika beheimatet, ihr Verbreitungsgebiet reicht vom südlichen Mexiko bis ins nördliche Argentinien. Ihr Lebensraum sind Wälder oder buschbestandene Grasländer.

## Lebensweise
Diese Beuteltiere leben sowohl in Bäumen als auch am Boden und sind strikt nachtaktiv. Als Ruheplätze dienen ihnen Nester aus Blättern und Zweigen, aber auch Erdhöhlen und Felsspalten. Diese Tiere sind Allesfresser, nehmen aber in erster Linie Früchte zu sich. Zusätzlich verzehren sie Insekten, Vogeleier und kleine Wirbeltiere.
Sie haben keinen Beutel, sondern nur Hautfalten, in denen sich die fünf bis neun Zitzen verbergen. Die Wurfgröße liegt zwischen eins und neun, die Tragzeit dürfte wie bei allen Beutelratten sehr kurz sein. Die Lebenserwartung dieser Tiere dürfte kaum drei bis vier Jahre übersteigen.

## Systematik
Die erste heute den Nacktschwanzbeutelratten zugeordnete Art wurde im Jahr 1803 durch den französischen Zoologen Étienne Geoffroy Saint-Hilaire beschrieben. Saint-Hilaire gab ihr den Namen Didelphis nudicaudata, ordnete die Art also den Opossums zu. Eine weitere Art (jetzt Metachirus myosuros) beschrieb der niederländische Zoologe Coenraad Jacob Temminck im Jahr 1824. Die Gattung Metachirus wurde 1854 durch den deutschen Naturwissenschaftler Hermann Burmeister eingeführt. Im ersten Viertel des 20. Jahrhunderts wurden weitere Arten der Gattung beschrieben. Alle wurden später mit Metachirus nudicaudatus synonymisiert und die Art galt lange Zeit als einzige Art der damit monotypischen Gattung Metachirus. Im Beuteltierband des Handbook of the Mammals of the World, der im Juni 2015 veröffentlicht wurde, wurde Metachirus nudicaudatus als einzige Art der Gattung mit fünf Unterarten beschrieben:
- Metachirus nudicaudatus nudicaudatus, Venezuela südlich des Orinoko, die drei Guayanas und nördliches Brasilien
- Metachirus nudicaudatus colombianus, Chiapas, Mittelamerika, westliches und nördliches Kolumbien, Venezuela westlich des Maracaibo-Sees und westliche Llanos und der Nordwesten von Ecuador
- Metachirus nudicaudatus modestus, Süden Brasilien, Osten und Zentrum von Paraguay und die argentinischen Provinzen Misiones und Formosa
- Metachirus nudicaudatus myosuros, östliches Brasilien von Pernambuco bis Santa Catarina
- Metachirus nudicaudatus tschudii westliches Amazonasbecken, d. h. Südosten Kolumbiens, Westen von Brasilien, Osten von Peru und Norden und Osten von Bolivien

Die Autoren bemerken jedoch, dass es wahrscheinlich ist, dass die Gattung mehr als eine Art beinhaltet, da es große genetische Unterschiede zwischen den Nacktschwanzbeutelratten aus verschiedenen Regionen gibt. Im Juni 2019 teilten der Beutelrattenexperte Robert S. Voss und zwei weitere Biologen die Nacktschwanzbeutelratten deshalb in zwei Arten. Die im nordöstlichen Südamerika vorkommenden Populationen der Nacktschwanzbeutelratten, die eine basale Stellung im Metachirus-Stammbaum haben, werden zu einer eigenständigen Art die den Namen Metachirus nudicaudatus erhält, da die Terra typica von Metachirus nudicaudatus in Französisch-Guyana liegt. Alle übrigen Populationen und Unterarten wurden unter Bezeichnung Metachirus myosuros zusammengefasst. 2023 wurde eine dritte Nacktschwanzbeutelrattenart beschrieben. Metachirus aritanai umfasst die Nacktschwanzbeutelratten der südöstlichen Amazonasregion im unteren Einzugsbereich von Rio Xingu und Rio Tocantins.
Die Verwandtschaftsbeziehungen innerhalb der Nacktschwanzbeutelratten nach Miranda et al. (2023):
|  | Metachirus nudicaudatus |
|  |                         |
|  | Metachirus aritanai     |
|  |                         |

|  | \| \| Population des östlichen Amazonien (Teles-Pires-Population) \| \| \| \| \| \| Population des atlantisches Regenwalds \| \| \| \| |
|  | |
|  | Population der südwestlichen Amazonasregion und Mittelamerikas                                                                         |
|  | |
|  | Population des östlichen Amazonien (Teles-Pires-Population)                                                                            |
|  | |
|  | Population des atlantisches Regenwalds                                                                                                 |
|  | |

|  | Population des östlichen Amazonien (Teles-Pires-Population) |
|  |                                                             |
|  | Population des atlantisches Regenwalds                      |
|  |                                                             |

|  | \| \| Population des östlichen Amazonien (Teles-Pires-Population) \| \| \| \| \| \| Population des atlantisches Regenwalds \| \| \| \| |
|  | |
|  | Population der südwestlichen Amazonasregion und Mittelamerikas                                                                         |
|  | |
|  | Population des östlichen Amazonien (Teles-Pires-Population)                                                                            |
|  | |
|  | Population des atlantisches Regenwalds                                                                                                 |
|  | |

|  | Population des östlichen Amazonien (Teles-Pires-Population) |
|  |                                                             |
|  | Population des atlantisches Regenwalds                      |
|  |                                                             |

|  | Metachirus nudicaudatus |
|  |                         |
|  | Metachirus aritanai     |
|  |                         |

|  | \| \| Population des östlichen Amazonien (Teles-Pires-Population) \| \| \| \| \| \| Population des atlantisches Regenwalds \| \| \| \| |
|  | |
|  | Population der südwestlichen Amazonasregion und Mittelamerikas                                                                         |
|  | |
|  | Population des östlichen Amazonien (Teles-Pires-Population)                                                                            |
|  | |
|  | Population des atlantisches Regenwalds                                                                                                 |
|  | |

|  | Population des östlichen Amazonien (Teles-Pires-Population) |
|  |                                                             |
|  | Population des atlantisches Regenwalds                      |
|  |                                                             |

|  | \| \| Population des östlichen Amazonien (Teles-Pires-Population) \| \| \| \| \| \| Population des atlantisches Regenwalds \| \| \| \| |
|  | |
|  | Population der südwestlichen Amazonasregion und Mittelamerikas                                                                         |
|  | |
|  | Population des östlichen Amazonien (Teles-Pires-Population)                                                                            |
|  | |
|  | Population des atlantisches Regenwalds                                                                                                 |
|  | |

|  | Population des östlichen Amazonien (Teles-Pires-Population) |
|  |                                                             |
|  | Population des atlantisches Regenwalds                      |
|  |                                                             |

Innerhalb der Familie der Beutelratten (Didelphidae) gehört die Gattung Metachirus in die Unterfamilie Didelphinae und ist dort die einzige Gattung der Tribus Metachirini.

## Bedrohung
Nacktschwanzbeutelratten gelten mancherorts als Plage, da sie Fruchtplantagen verwüsten. Sie sind häufig und weit verbreitet, die IUCN listet sie als „nicht gefährdet“ (least concern).

## Belege
1. 1 2 3 4  Diego Astúa: Family Didelphidae (Opossums). Seite 70 – 186 in Don E. Wilson, Russell A. Mittermeier: Handbook of the Mammals of the World – Volume 5. Monotremes and Marsupials. Lynx Editions, 2015, ISBN 978-84-96553-99-6, Seite 157.
2. ↑  Hermann Burmeister: Systematische Uebersicht der Thiere Brasiliens. (Berlin 1854–1856; 3 Bände) doi:10.5962/bhl.title.13607
3. 1 2 3  Robert S. Voss, David W. Fleck und Sharon A. Jansa: Mammalian Diversity and Matses Ethnomammalogy in Amazonian Peru Part 3: Marsupials (Didelphimorphia). Bulletin of the American Museum of Natural History, 2019 (432):1–90. doi:10.1206/0003-0090.432.1.1, Seite 61–68.
4. 1 2  Patton, J.L. und L.P. Costa. 2003. Molecular phylogeography and species limits in rainforest didelphid marsupials of South America. Seite 66 u. 68 in M.E. Jones, C.R. Dickman und M. Archer (editors), Predators with pouches: the biology of carnivorous marsupials. 63–81. Melbourne: CSIRO Press.
5. 1 2  Cleuton Lima Miranda, Mario da Silva Nunes, Arielli Fabrício Machado, Izeni Pires Farias, Fernando Heberson Menezes, Natalia Carneiro Ardente, Manoel Dos Santos-Filho, Yennie Katarina (2023). A new species of jupati, genus Metachirus Burmeister 1854 (Didelphimorphia, Didelphidae) for the Brazilian Amazon. Mammalia, doi: 10.1515/mammalia-2021-0176
6. ↑  Metachirus nudicaudatus in der Roten Liste gefährdeter Arten der IUCN.